# Viccourt Cup 2012
Il Viccourt Cup 2012 è stato un torneo professionistico di tennis femminile giocato sul cemento. È stata la 1ª edizione del torneo, che fa parte dell'ITF Women's Circuit nell'ambito dell'ITF Women's Circuit 2012. Si è giocato a Donec'k in Ucraina dal 16 al 22 luglio 2012.

## Partecipanti

### Teste di serie
| Nazionalità | Giocatrice          | Ranking* | Testa di serie |
| ----------- | ------------------- | -------- | -------------- |
| Rep. Ceca   | Andrea Hlaváčková   | 88       | 1              |
| Bielorussia | Nastas'sja Jakimava | 112      | 2              |
| Russia      | Alla Kudrjavceva    | 143      | 3              |
| Ucraina     | Elina Svitolina     | 175      | 4              |
| Portogallo  | Maria João Koehler  | 183      | 5              |
| Polonia     | Marta Domachowska   | 189      | 6              |
| Turchia     | Çağla Büyükakçay    | 199      | 7              |
| Russia      | Ekaterina Ivanova   | 206      | 8              |

- Ranking al 9 luglio 2012.

### Altre partecipanti
Giocatrici che hanno ricevuto una wild card:
- Anastasija Fedoryšyn
- Oksana Košman
- Valerija Strachova
- Taïsija Zakarljuk

Giocatrici che sono passate dalle qualificazioni:
- Diana Boholij
- Anna Koval
- Hanna Poznichirenko
- Ekaterina Puškareva

## Campionesse

### Singolare
- Vesna Dolonc ha battuto in finale  Maria João Koehler con il punteggio di 6–2, 6–3

### Doppio
- Ljudmyla Kičenok /  Nadežda Kičenok hanno battuto in finale  Valentina Ivachnenko /  Kateryna Kozlova con il punteggio di 6–2, 7–5